# دریل سامرز
دِریل سامرز (انگلیسی: Daryl Somers؛ زادهٔ ۶ اوت ۱۹۵۱؛ نام‌خانوادگی اصلی: شولتز) مجری تلویزیون، و خواننده اهل استرالیا است. وی از سال ۱۹۷۱ میلادی تاکنون مشغول فعالیت بوده‌است.
او در مجموع ۸ مرتبه برندهٔ جایزه لوگی شده است که ۳ تای آنها جایزهٔ لوگی زرین بوده است.